# Zamarada consecuta
Zamarada consecuta là một loài bướm đêm trong họ Geometridae.